# Otto Frank
Otto Heinrich Frank (Francoforte sul Meno, 12 maggio 1889 – Birsfelden, 19 agosto 1980) è stato un dirigente d'azienda tedesco di famiglia ebraica, superstite dell'Olocausto. Deve la sua fama al fatto di aver pubblicato il diario di sua figlia, Anna Frank, vittima dell'Olocausto.

## Biografia
Il padre, Michael Frank, è proprietario di una banca specializzata in servizi cambiavalute. Dopo la maturità, nel 1908, Otto si iscrive alla facoltà di economia, ma dopo qualche mese interrompe gli studi e lavora per un anno in banca. Poi, grazie ad un compagno, si presenta l'occasione di fare un tirocinio di vendita a New York. Parte dunque nel settembre 1909, ma dopo 15 giorni farà ritorno a Francoforte per la morte del padre; poco dopo Frank tornerà negli Stati Uniti per soggiornarvi due anni.
Nel 1911 torna in Germania dove prende servizio presso la Fenestra di Düsseldorf, un'azienda che produce ferri di cavallo e infissi per finestre. Nel 1914 è chiamato alle armi per lo scoppio della prima guerra mondiale. Viene mandato sul fronte occidentale nel nord della Francia come aspirante ufficiale (Offiziersanwärter) nella 172ª sezione fotometrica (Lichtmesstrupp 172) dove prende parte alla battaglia di Cambrai, ottenendo in seguito la promozione a sottotenente e decorato con la Croce di Ferro di II classe. Tutta la famiglia sopravvive alla guerra, sicché Otto Frank viene mandato a dirigere la banca di famiglia.
Nel 1924 incontra Edith Holländer per sposarla l'anno successivo; gli Holländer, famiglia di stretta osservanza, preferiscono che le nozze avvengano ad Aquisgrana, in una sinagoga. Il 16 febbraio 1926 nasce la primogenita, Margot Betti Frank; tre anni dopo, il 12 giugno 1929, è la volta di Annelies Marie Frank. La quiete familiare viene rotta nel 1933, quando Hitler sale al potere. Otto Frank ricorda: «già nel 1932 ascoltavo gruppi di SS che cantavano: che il sangue degli ebrei scorra sul coltello!». Del resto, dopo la guerra aveva scritto: «il mondo intorno a me stava crollando, dovevo fare qualcosa e allora mi resi conto che la Germania non era l'unico paese al mondo, e lo lasciai per sempre».
Nell'estate del 1933 si trasferisce quindi nei Paesi Bassi, dove avvia la Opekta, un'azienda per la vendita di un composto che aiuta a fare la marmellata in casa, oltre a fabbricare pectina per lo stesso prodotto e per gelatine. Successivamente nel 1938, insieme a Hermann van Pels, commerciante di Osnabrück, anch'egli ebreo, emigrato nei Paesi Bassi con la moglie e il figlio, fonda la Pectacon, un'azienda di spezie per la preparazione delle salsicce. Nel frattempo, le bambine vivono ad Aquisgrana con la nonna. A novembre, Otto Frank, dopo aver alloggiato a Stadionkade 24, trova un appartamento in affitto a Merwedeplein, un quartiere da poco costruito. In dicembre Margot si reca ad Amsterdam, mentre Anna li raggiunge nel febbraio 1934. Mentre i genitori si adattano alla nuova vita olandese con qualche difficoltà (numerosi amici di famiglia ricordarono che Edith Frank, un tempo donna brillante e sofisticata, inizio a manifestare segni di depressione) Margot e Anna vivono spensierate e stringono nuove amicizie. Nel 1938, Rosa Holländer, madre di Edith, riesce a raggiungere la figlia nei Paesi Bassi poco dopo la Notte dei cristalli e trascorre gli ultimi anni di vita con la famiglia, morendo di cancro all'inizio dell'anno 1942.
Il 10 maggio 1940 i tedeschi invadono i Paesi Bassi, e la famiglia Frank si trova nuovamente in pericolo.
All'inizio del 1942 prende in considerazione l'idea di entrare in clandestinità, ma il 5 luglio dello stesso anno arriva una chiamata dalle SS per Margot e di conseguenza la famiglia si deve nascondere davvero nel giro di un giorno; a loro si aggiungono la famiglia Van Pels e Fritz Pfeffer. Otto Frank viene descritto in questo periodo nei diari della figlia: egli risulta, secondo Anna, come "il papà più buono del mondo", nettamente preferito alla madre.
Dopo la scoperta della famiglia nel nascondiglio, l'arresto e la deportazione ad Auschwitz, la famiglia viene separata. Otto trascorre cinque mesi ad Auschwitz, ma sopravvive, nascondendosi nell'infermeria del lager nel mese di gennaio 1945 per sfuggire alla marcia della morte del campo. Una volta tornato ad Amsterdam, appresa la notizia della morte delle figlie, riceve da Miep il diario di Anna e, come unico sopravvissuto della famiglia, si occupa anche del compito di pubblicarlo: nel 1947 lo invia nelle librerie con il titolo Het Achterhuis ("Il retrocasa" o "l'alloggio segreto"). In seguito si impegna pubblicamente per difendere la libertà e i diritti dell'uomo. Nel 1953 sposa in seconde nozze la viennese Elfriede "Fritzi" Markovits-Geiringer, anch'essa sopravvissuta ad Auschwitz, ove aveva perso il marito e un figlio e la cui figlia superstite, Eva Geiringer (poi Eva Schloss) era stata compagna di scuola e buona amica di Anna. Dopo il matrimonio, Otto Frank e la moglie si stabilirono a Basilea, dove l'anziana madre di Otto (Alice Betti Stern-Frank) aveva trovato rifugio prima della guerra assieme alla figlia minore e alla sua famiglia.
Otto Frank muore di cancro ai polmoni a Birsfelden presso Basilea all'età di 91 anni; le sue ceneri furono sepolte nel cimitero locale. Accanto a lui fu sepolto il nipote Stefano, figlio della sorella, morto improvvisamente alcuni giorni dopo. Dopo il suo decesso fu pubblicato il diario di Anna in versione ampliata: il padre, infatti, era contrario alla pubblicazione di diversi stralci in cui la ragazza metteva in pessima luce la famiglia Van Pels (quella che divideva il nascondiglio del retrocasa con Anna e i suoi, anche in questo caso una famiglia i cui componenti morirono in seguito all'Olocausto); vennero dati alle stampe anche alcuni passi considerati da lui come troppo personali.

## Teatro, cinema e televisione
Nei numerosi adattamenti del diario di Anna Frank, per il teatro, il cinema e la televisione, Otto Frank appare come personaggio centrale. L'attore che per primo ha creato il ruolo nella produzione teatrale di Broadway del 1955 (e quindi nel film di George Stevens del 1959) è stato Joseph Schildkraut, noto attore ebreo-americano di lunga esperienza, specializzato nella rappresentazione di personaggi ebrei, nel teatro e nel cinema. In seguito si sono cimentati nella parte altri attori famosi come Max von Sydow, Maximilian Schell, Paul Scofield e Ben Kingsley. Nel 1988 a Madrid è stata messa in scena anche una versione musicale del Diario, dove Otto Frank è stato interpretato dal cantante-attore spagnolo Alberto Vázquez. 
| Anno | Otto Frank         | Teatro / Cinema / Televisione                                                                                     | Adattamento                          | Regia                       |
| ---- | ------------------ | --- | ------------------------------------ | --------------------------- |
| 1955 | Joseph Schildkraut | Il diario di Anna Frank (The Diary of Anne Frank), riduzione teatrale (Broadway)                                  | Frances Goodrich & Albert Hackett    | Garson Kanin                |
| 1956 | Romolo Valli       | Il diario di Anna Frank, traduzione per la scena di Laura Del Bono (Italia)                                       | Frances Goodrich & Albert Hackett    | Giorgio De Lullo            |
| 1958 | Wolfgang Heinz     | Il diario di Anna Frank (Das Tagebuch der Anne Frank), film TV (Germania Est)                                     | Frances Goodrich & Albert Hackett    | Emil Stöhr                  |
| 1959 | Joseph Schildkraut | Il diario di Anna Frank, film (USA)                                                                               | Frances Goodrich & Albert Hackett    | George Stevens              |
| 1962 | Rob de Vries       | Il diario di Anna Frank (Dagboek van Anne Frank), film TV (Paesi Bassi)                                           | Frances Goodrich & Albert Hackett    |                             |
| 1967 | Max von Sydow      | Il diario di Anna Frank, film TV (USA)                                                                            | Alex Segal                           |                             |
| 1979 | Tooru Abe (voce)   | Anne no nikki: Anne Frank monogatari ("Il diario di Anna: la storia di Anna Frank"), film d'animazione (Giappone) | Ryūzō Nakanishi                      | Eiji Okabe                  |
| 1980 | Maximilian Schell  | Il diario di Anna Frank, film TV (USA)                                                                            | Frances Goodrich & Albert Hackett    | Boris Sagal                 |
| 1982 | Rainer Büttner     | Il diario di Anna Frank (Das Tagebuch der Anne Frank), film TV (Germania Est)                                     | Frances Goodrich & Albert Hackett    | Mirjana Erceg               |
| 1985 | Jeroen Krabbé      | Il diario di Anna Frank (Het dagboek van Anne Frank), film TV (Paesi Bassi)                                       | Frances Goodrich & Albert Hackett    | Jeroen Krabbé & Hank Onrust |
| 1987 | Emrys James        | Il diario di Anna Frank, miniserie TV in 4 episodi (UK)                                                           | Elaine Morgan                        | Gareth Davies               |
| 1988 | Paul Scofield      | The Attic: The Hiding of Anne Frank, film TV (USA)                                                                | Miep Gies                            | John Erman                  |
| 1995 | Gô Katô (voce)     | Anne no nikki ("Il diario di Anna"), film d'animazione (Giappone)                                                 | Hachirô Konno & Roger Pulvers        | Akinori Nagaoka             |
| 1997 | George Hearn       | Il diario di Anna Frank (The Diary of Anne Frank), riduzione teatrale (Broadway revival)                          | Frances Goodrich & Albert Hackett    | James Lapine                |
| 2001 | Ben Kingsley       | La storia di Anna Frank (Anne Frank: The Whole Story), miniserie TV in 2 episodi (USA)                            | Kirk Ellis & Melissa Müller          | Robert Dornhelm             |
| 2008 | Alberto Vázquez    | El diario de Ana Frank - Un canto a la vida, musical (Spagna)                                                     | José Luis Tierno & Jaime Azpilicueta | Daniel Garcìa Chavéz        |
| 2009 | Iain Glen          | Il diario di Anna Frank, miniserie TV in 5 episodi (UK)                                                           | Deborah Moggach                      | Jon Jones                   |
| 2010 | Emilio Solfrizzi   | Mi ricordo Anna Frank, film TV (Italia)                                                                           | Alison Leslie Gold                   | Alberto Negrin              |